# 慶州地震
慶州地震（キョンジュじしん、朝: 경주 지진、英: Gyeongju earthquake）は、2016年9月12日19時44分（韓国標準時、UTC+9）以降に大韓民国慶尚北道慶州市付近を震源として相次いで発生した地震である。
19時44分に気象庁マグニチュード (Mj) 5.2、続いて20時32分に気象庁マグニチュード (Mj) 5.8の地震が発生した。これは、大韓民国気象庁が「中央観象台」時代の1978年に観測を始めて以来最大規模の地震である。

## 概要
前震の発生時刻は19時44分33秒で、震源は慶州市の南西約10 km、震源の深さは約10 kmである。本震の発生時刻は20時32分54秒で、震源は慶州市の南約8 km、震源の深さは約10 kmである。日本でも対馬市で震度3を観測した他、九州北部や中国地方でも揺れを観測した。
日本の報道では韓国南東部地震の表記も見られる。
余震と見られる揺れも数百回相次ぎ、19日夜にはマグニチュード4.5の地震がほぼ同じ位置を震源として観測された。

## 被害・影響
慶州市の月城原子力発電所が稼働を手動停止したほか、韓国高速鉄道（KTX）が運行を停止した。